# Scopula chinensis
Scopula chinensis là một loài bướm đêm trong họ Geometridae.